# Fabián Orellana
Fabián Ariel Orellana Valenzuela (ur. 27 stycznia 1986 w Santiago) – chilijski piłkarz z obywatelstwem hiszpańskim występujący na pozycji skrzydłowego. Obecnie zawodnik CD Universidad Católica.

## Kariera

### Kariera klubowa
Fabián Orellana karierę piłkarską rozpoczął w CSD Colo-Colo. Następnie w 2000 roku został piłkarzem Audax Italiano, w którym występował przez 9 lat. W 2009 roku przeniósł się do włoskiego Udinese Calcio, lecz od razu został wypożyczony do beniaminka Primera División, Xerez CD. Rozegrał tam 26 ligowych meczów oraz zdobył dwie bramki, jednak jego zespół spadł z ligi. W kolejnym sezonie został wypożyczony do klubu Granada CF.
| Sezon     | Klub           | Liga             | Mecze | Gole |
| --------- | -------------- | ---------------- | ----- | ---- |
| 2005      | Audax Italiano | Primera división | 12    | 1    |
| 2006      | Audax Italiano | Primera división | 18    | 1    |
| 2007      | Audax Italiano | Primera división | 38    | 12   |
| 2008      | Audax Italiano | Primera división | 30    | 9    |
| 2009      | Audax Italiano | Primera división | 10    | 1    |
| 2009/2010 | Xerez CD       | Primera División | 26    | 2    |
| 2010/2011 | Granada CF     | Segunda División | 39    | 8    |
| 2011/2012 | Celta Vigo     | Segunda División | 37    | 14   |
| 2012/2013 | Granada CF     | Primera División | 17    | 0    |
| 2012/2013 | Celta Vigo     | Primera División | 14    | 0    |
| 2013/2014 | Celta Vigo     | Primera División | 31    | 5    |
| 2014/2015 | Celta Vigo     | Primera División | 35    | 5    |
| 2015/2016 | Celta Vigo     | Primera División | 33    | 7    |
| 2016/2017 | Celta Vigo     | Primera División | 7     | 2    |
| 2016/2017 | Valencia CF    | Primera División | 16    | 1    |
| 2017/2018 | SD Eibar       | Primera División | 17    | 3    |
| 2018/2019 | SD Eibar       | Primera División | 33    | 3    |

### Kariera reprezentacyjna
Fabián Orellana w reprezentacji Chile zadebiutował 15 października 2008 roku w meczu z Argentyną. Pierwszego gola zdobył 10 października 2009 roku w meczu z Kolumbią (4:2).
W eliminacjach do Mistrzostw Świata 2010 zagrał w 5 meczach i zdobył 2 bramki.